# Осыково (Бердичевский район)
Осыково (укр. Осикове) — село на Украине, основано в 1900 году, находится в Бердичевском районе Житомирской области.
Код КОАТУУ — 1820884601. Население по переписи 2024 года составляет 690 человек. Почтовый индекс — 13334. Телефонный код — 4143. Занимает площадь 1,669 км².

## Адрес местного совета
13334, Житомирская область, Бердичевский р-н, с.Осыково, ул.Михайлова, 10